# Есилски район (Северноказахстанска област)
Вижте пояснителната страница за други значения на Есилски район.
Есилски район (на казахски: Есіл ауданы) е съставна част на Северноказахстанска област, Казахстан, с обща площ 5304 км2 и население 21 825 души (по приблизителна оценка към 1 януари 2020 г.). Административен център е село Явленка.